# 浓密常绿阔叶灌丛

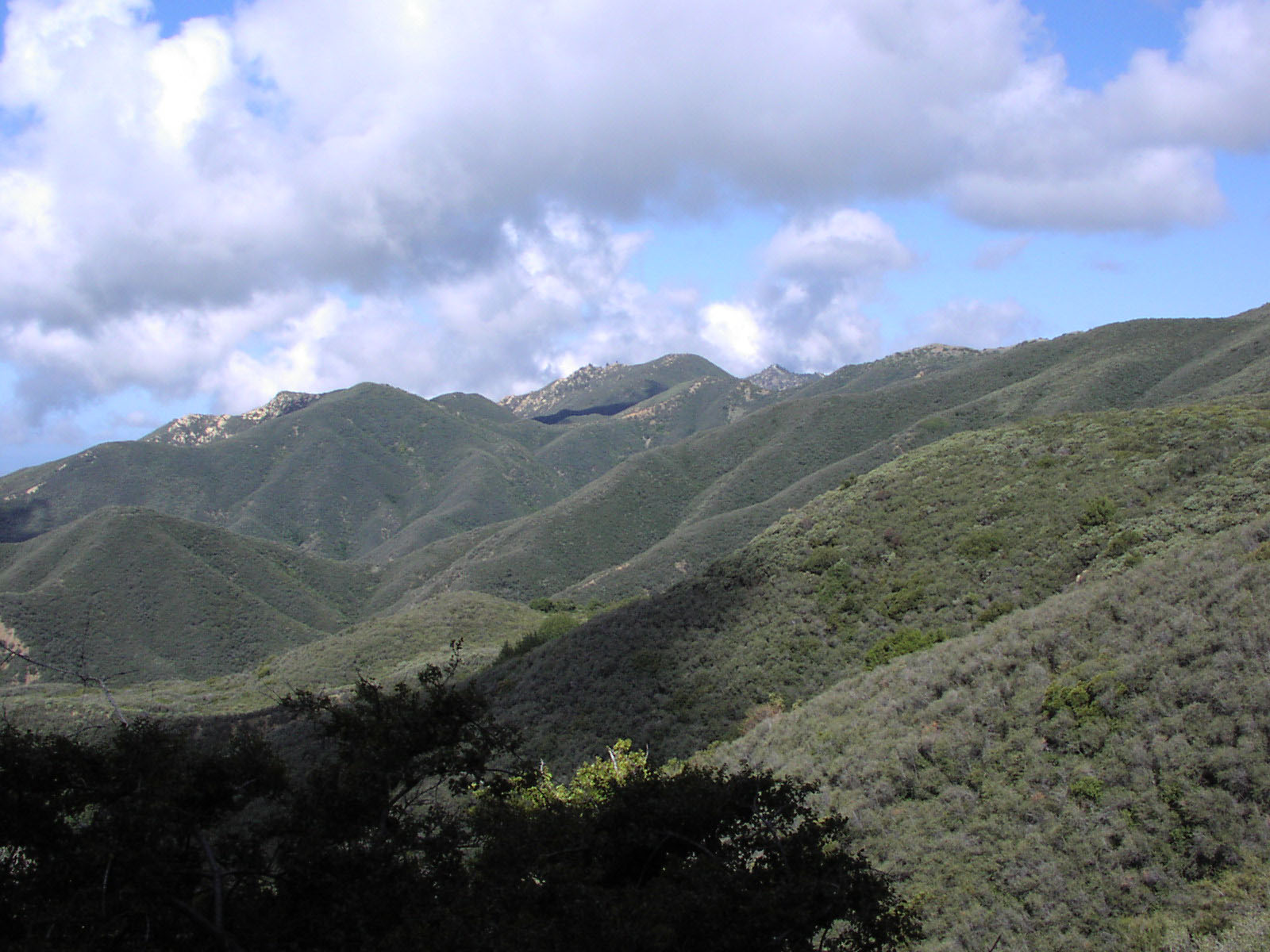
圣伊内斯山附近的浓密常绿阔叶灌丛

浓密常绿阔叶灌丛（chaparral）是一种硬叶灌木林，可归为灌丛带、石楠荒原，主要分布于美国加利福尼亚州，位于下加利福尼亞半島地区。它的生长环境通常为地中海式气候（气候温和，冬季潮湿，夏季炎热干燥）并伴有（不频繁但破坏力强的）野火的地区，其植被通常能够忍受夏季的炎热，多为带有长青硬叶的，与周边落叶型的海岸鼠尾草灌叢不同。
这种硬叶灌木林又可细分为普通的海麓旱生型（cismontane）和极干旱的越麓荒漠型（英語：transmontane (desert) chaparral）。越麓荒漠型会邻接一些落叶阔叶灌丛群系。